# Raión de Dolynska
Dolynska (en ucraniano: Долинський район) es un raión o distrito de Ucrania en el óblast de Kirovogrado. Comprende una superficie de 1276 km² y su capital es la ciudad de Dolynska.

## Demografía
Según estimación 2010 contaba con una población total de 38263 habitantes.

## Otros datos
El código KOATUU es 3521900000. El código postal 28500 y el prefijo telefónico +380 5234.